# 蔣應震
蔣應震（？—？），字蟄甫，號中復，直隸常州府宜興縣人，民籍，明朝政治人物。

## 生平
萬曆十年壬午科應天府鄉試第一百八名，萬曆十一年（1583年）癸未科會試第二百二十七名，登三甲第八十一名進士。户部觀政，本年授江西宜春县知县，十三年充本省乡试同考官，十七年行取，授南礼部主事，二十年升郎中，二十三年升建昌府知府，二十四年丁憂，二十七年京察降用，三十一年降两淮運判，三十三年升河间府同知。

## 家族
曾祖蔣稠；祖父蔣太；父蔣芸。母沈氏；繼母余氏。